# 大定街道
大定街道，是中华人民共和国河南省焦作市孟州市下辖的一个乡镇级行政单位。

## 行政区划
大定街道下辖以下地区：
花封街社区、迎秀社区、鼓楼社区、平山园社区、北街村、南街村、东关村、东街村、马桥村、柳湾村、韩东村、韩西村、宋村、陈湾村、北开仪村、段西村、段东村、上作村、东韩村、庙底村、新城村、胡庄村和水运村。